# Dinosauri nella cultura di massa

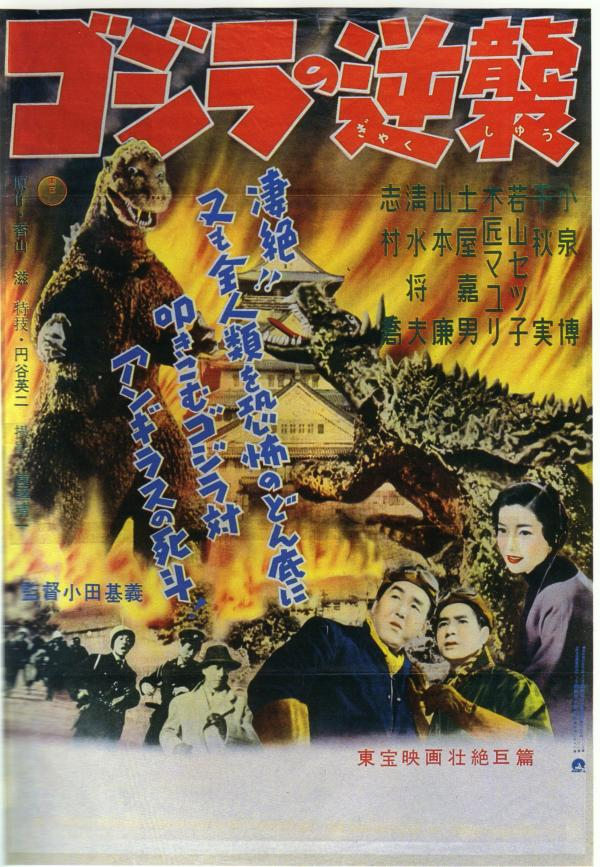
Poster del film Il re dei mostri (1955)

Dal ritrovamento del primo fossile di dinosauro, nel 1822, vi è stato un continuo crescendo di interesse verso questi animali. Nell'immaginario popolare, si concretizzavano mostri, draghi e animali fantastici tramandati da secoli e il tutto non poteva non riverberarsi nella cultura e nei mezzi di comunicazione da allora fino ai giorni nostri.
Mentre fra gli studiosi si accendevano accanite dispute in merito all'origine, alla fisiologia, alla collocazione temporale e all'estinzione dei dinosauri, protrattesi fino al giorno d'oggi, nelle popolazioni si diffondevano sempre di più iconografie e immagini fantastiche di questi animali e del loro habitat. In primo luogo attraverso la stampa, poi con la narrativa popolare incentrata sul tema del "mondo perduto" tra la fine dell'Ottocento e gli anni venti del Novecento, in seguito con il cinema; nel tempo anche cartoni animati, libri, televisione e Internet hanno contribuito ad ampliare ulteriormente il fenomeno.
Di seguito sono elencate le maggiori opere dedicate ai dinosauri.

## Narrativa

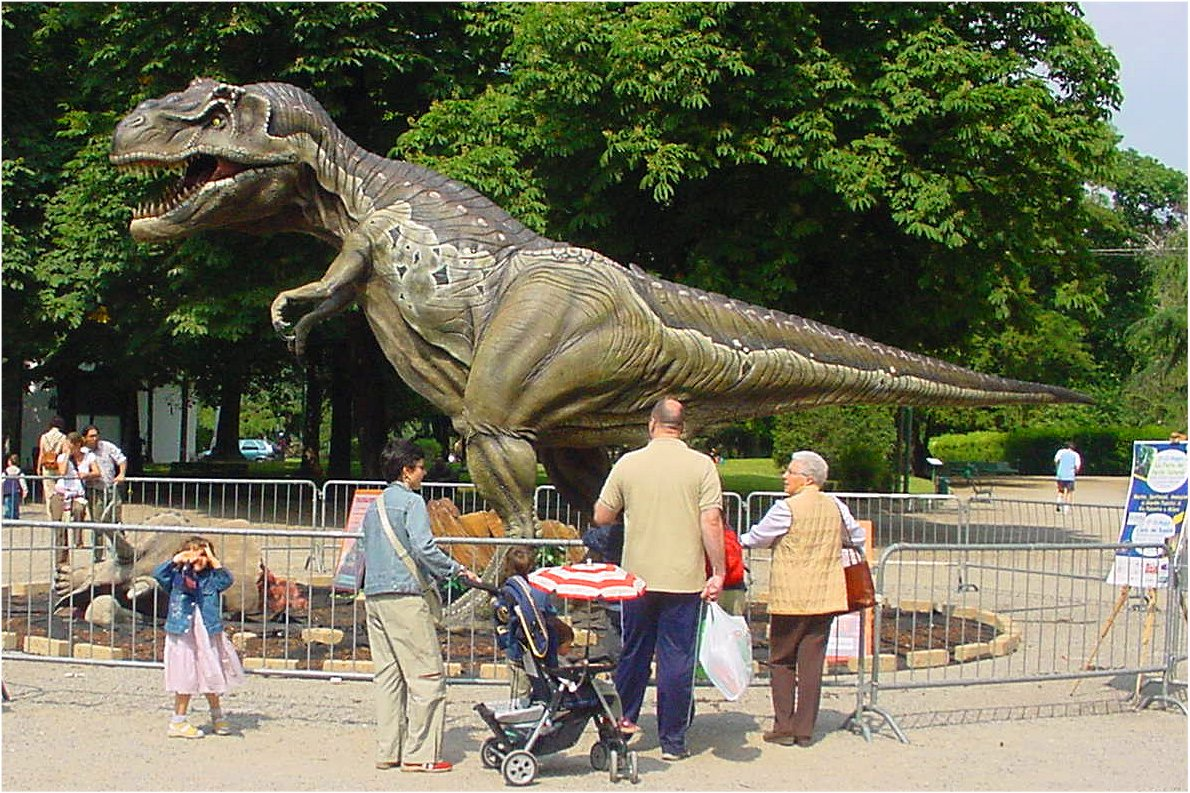
L'immaginario collettivo viene anche solleticato, sempre più frequentemente, dall'esibizione di ricostruzioni in dimensioni naturali di dinosauri, più o meno accurate, nel loro possibile aspetto in vita

- Viaggio al centro della Terra (Voyage au centre de la Terre, 1864) di Jules Verne
- Il mondo perduto (The Lost World, 1912) di Arthur Conan Doyle
- La terra dimenticata dal tempo (1924) di Edgar Rice Burroughs
- King Kong (1933) tratto dal film omonimo del 1933
- B.C. (1958), fumetto
- Carnosaur (1984) di John Brosnan
- Jurassic Park (1990) e Il mondo perduto (1995), romanzi di Michael Crichton
- Dinotopia (dal 1995), serie di romanzi illustrati di James Gurney
- Raptor Red (1995), romanzo del paleontologo Robert T. Bakker
- Viaggio nel tempo (2004), un'avventura di Geronimo Stilton
- Rex Stone Dinoworld  (2009-2012) Serie di libri per bambini di Clara Battello
- Le incredibili scoperte di Harry Tage (2012) di Jacopo Olivieri
- Viaggio nel tempo 6 (2013)
- Viaggio Nel Tempo 11 - Missione dinosauri (2018)
- Supersaurus: I Raptor Del Paradiso (2018) di Jay Jay Burridge

## Luoghi
- Dinosaur Island

## Film
- Brute Force (1914)
- Gertie il dinosauro (1914)
- The Dinosaur and the Missing Link: A Prehistoric Tragedy (1917)
- The Ghost of Slumber Mountain (1918)
- Il mondo perduto (1925)
- King Kong (1933)
- Il figlio di King Kong (1933)
- Fantasia (1940)
- Sul sentiero dei mostri (1940)
- L'isola sconosciuta (1948)
- Two Lost Worlds (1950)
- Il continente scomparso (1951)
- Il risveglio del dinosauro (1953)
- Godzilla (1954)
- Viaggio nella preistoria (1955)
- King Dinosaur (1955)
- Rodan (1956)
- Il mondo è meraviglioso (The Animal World, 1956), film documentario di Irwin Allen
- La valle dei disperati (The Beast from the Hollow Mountain, 1956)
- Prigionieri dell'Antartide (1957)
- Varan the Unbelievable (1958)
- Il drago degli abissi (1959)
- Il mondo perduto (1960)
- Dinosaurus! (1960)
- Gorgo (1961)
- Planeta Bur (1962)
- Frankenstein alla conquista della Terra (1965)
- Voyage to the Prehistoric Planet (1965)
- Un milione di anni fa (1966)
- Un uomo chiamato Flintstone (1966)
- King Kong - Il gigante della foresta (1967)
- La vendetta di Gwangi (1969)
- When Dinosaurs Ruled the Earth (1970)
- La terra dimenticata dal tempo (1975)
- Il mistero del dinosauro scomparso (1975)
- The People That Time Forgot (1977)
- Legend of Dinosaurs & Monster Birds (1977)
- The Crater Lake Monster (1977)
- L'ultimo dinosauro (1977)
- Il pianeta dei dinosauri (1978)
- Quando vivevano i dinosauri (1979)
- I Flintstones incontrano Rockula e Frankenstone (1979)
- Doraemon nel paese preistorico (1980)
- Il cavernicolo (1981)
- Prehistoric Beast (1984)
- Baby - Il segreto della leggenda perduta (1985)
- Dinosauri a colazione (1985)
- Dinosaur! - A Fun-Filled Trip Back in Time! (1987)
- I Pronipoti incontrano gli Antenati (1987)
- Dennis the Menace: Dinosaur Hunter (1987)
- Alla ricerca della valle incantata (1988)
- The Witches Cave (1989)
- I dinosauri (1992)
- Il mondo perduto (1992)
- Ritorno al mondo perduto (1992)
- Jurassic Park (1993)
- Carnosaur (1993)
- I Flintstones - Matrimonio a Bedrock (1993)
- Lieto evento a Hollyrock (1993)
- We're Back! - Quattro dinosauri a New York (1993)
- Super Mario Bros. (1993)
- Prehysteria! (1993)
- Dinosaur Island (1994)
- Prehysteria! 2 (1994)
- Tammy e il T-Rex (1994)
- Alla ricerca della Valle Incantata 2 - Le avventure della grande vallata (1994)
- I Flintstones (1994), ispirato alla serie animata degli anni sessanta
- Concerto di Natale con i Flintstones (1994)
- Alla ricerca della Valle Incantata 3 - Il mistero della sorgente (1995)
- Carnosaur 2 (1995)
- Prehysteria! 3 (1995)
- T-rex - Il mio amico Dino (1995)
- A spasso nel tempo (1996)
- Carnosaur 3: Primal Species (1996)
- Alla ricerca della Valle Incantata 4 - La terra delle nebbie (1996)
- Alla ricerca della Valle Incantata 5 - L'isola misteriosa (1997)
- Il mondo perduto - Jurassic Park (1997)
- Alla ricerca della Valle Incantata 6 - Il segreto di Saurus Rock (1998)
- T-Rex: Ritorno al cretaceo (1998)
- Reptilian (1999)
- Alla ricerca della Valle Incantata 7 - La pietra di fuoco freddo (2000)
- I Flintstones in Viva Rock Vegas (2000)
- Dinosauri (2000)
- Chi ha paura...? (2000)
- Il mondo perduto (2001)
- The Flintstones: On the Rocks (2001)
- Jurassic Park III (2001)
- Alla ricerca della Valle Incantata 8 - Avventura tra i ghiacci (2001)
- Raptor (2001)
- Scooby-Doo e il viaggio nel tempo (2001)
- L'isola dei dinosauri (2002)
- Il principe dei dinosauri (2002)
- Alla ricerca della Valle Incantata 9 - Le meraviglie del mare (2002)
- Alla ricerca della Valle Incantata 10 - La grande migrazione (2003)
- Lost World - Predatori del mondo perduto (2004)
- Dinocroc (2004)
- Scooby-Doo 2: Mostri scatenati (2004)
- 5 bambini & It (2004)
- Gojira Final Wars (2004)
- Alla ricerca della Valle Incantata 11 - L'invasione dei minisauri (2005)
- Dinotopia - Alla ricerca del rubino del sole (2005)
- Pterodactyl (2005)
- King Kong (2005)
- Il risveglio del tuono (2005)
- Un dinosauro per Natale (2006)
- Impy e il mistero dell'isola magica (2006)
- Doraemon: Nobita no Kyoryu (2006)
- Una notte al museo (2006)
- Alla ricerca della Valle Incantata 12 - Il giorno dei rettili volanti (2006)
- Alla ricerca della Valle Incantata 13 - In viaggio con le pance gialle (2007)
- Aztec Rex (2007)
- Dinosaurs: Giants of Patagonia (2007)
- Turok: Son of Stone (2007)
- Avventura Nella Preistoria - I Mostri Marini (2007)
- Viaggio al centro della terra 3D (2008)
- Impy superstar - Missione Luna Park (2008)
- Justice League: The New Frontier (2008)
- 100 Million BC - La guerra dei dinosauri (2008)
- Avventura nella preistoria - I mostri marini (2009)
- The Land That Time Forgot (2009)
- Una notte al museo 2 - La fuga (2009)
- L'era glaciale 3 - L'alba dei dinosauri (2009)
- Land of the Lost (2009)
- Adèle e l'enigma del faraone (2010)
- Triassic Attack (2010)
- Sea Rex (2010)
- Dinoshark (2010)
- Dinocroc vs. Supergator (2010)
- Heart - Dinosauro coraggioso (2010)
- The Tree of Life (2011)
- Scooby-Doo! La leggenda del Fantosauro (2011)
- Spotty il dinosauro 3D (2012)
- Dino e la macchina del tempo (2012)
- The Lost Dinosaurs (2012)
- Raptor Ranch (2012)
- Adhisaya Ulagam (2012)
- Non c'è festa senza Rex (2012)
- A spasso con i dinosauri (2013)
- Transformers 4 - L'era dell'estinzione (2014)
- Jurassic City (2014)
- Una notte al museo 3 - Il segreto del faraone (2014)
- Jurassic World (2015)
- Minions (2015)
- Il viaggio di Arlo (2015)
- Alla ricerca della Valle Incantata 14 - Il viaggio dei coraggiosi (2016)
- Terrordactyl (2016)
- L'era glaciale - In rotta di collisione (2016)
- LEGO Jurassic World: L'evasione di Indominus Rex (2016)
- Shin Gojira (2016)
- Transformers - L'ultimo cavaliere (2017)
- I primitivi (2018)
- Jurassic World - Il regno distrutto (2018)
- Jurassic Dead (2018)
- I fantastici Cinque - La valle dei dinosauri (2018)
- Dinosaurs (2018)
- Doraemon: Nobita no shin kyōryū (2020)
- Jurassic World - Il dominio (2022)
- 65 - Fuga dalla Terra (2023)
- Maracuda - Diventare grandi è una giungla (2025)
- Jurassic World - La rinascita (2025)

## Televisione
- Alla ricerca della valle incantata
- Animal Armageddon
- Barney & Friends
- Bakugan Battle Planet
- Biocombat
- C'era una volta l'uomo
- Cadillacs e dinosauri
- Caillou
- Dinofroz
- Dinotopia
- I dinosauri
- Dinosaur!
- Pianeta dei dinosauri
- Dinosauri Killer
- Dinosauri bizzarri
- Dinosapien
- Dinosaucers
- Dino Dan
- Dino Squad
- Dinosaur King
- Dino Ranch
- Doraemon
- Extreme Dinosaurs: quattro dinosauri scatenati
- Gateway 66
- Gigantosaurus
- I Flintstones o Gli Antenati
- Harry e i dinosauri nel magico secchiello blu
- Ti voglio bene Denver
- Il pianeta dei dinosauri
- I segreti dell'isola misteriosa
- Il treno dei dinosauri
- Inseguito dai dinosauri
- I Bigfoot
- Il mondo di Barney
- Jurassic Fight Club
- Jurassic War (noto come Clash of the Dinosaurs)
- Jurassic World - Nuove avventure
- Jurassic World - Teoria del caos
- King Kong (serie animata 1966)
- King Kong (serie animata 2000)
- Kong - Re dei primati
- La ballata di Big Al
- La valle dei dinosauri
- Le straordinarie avventure di Jules Verne
- L'ultimo giorno dei dinosauri
- L'impero dei dinosauri
- Lo straordinario mondo di Gumball
- Mostri del mare
- Mega Beast
- Monster Rancher
- Mini cuccioli e i DinoCuccioli
- Nel mondo dei dinosauri
- Pianeta dei dinosauri
- Prehistoric
- Prehistoric Park
- Primal
- Primeval
- Primeval: New World
- Power Rangers: Dino Thunder
- Ryu il ragazzo delle caverne
- I Saurini e i viaggi del meteorite nero
- Sea Rex - I dinosauri degli abissi
- Stone Age
- The Lost World
- Terra Nova
- Tom
- Uncle Grandpa
- Wild - Oltrenatura
- Yabba-Dabba Dinosaurs
- Ziggie

## Videogiochi
- Dino Eggs (1983)
- Ugh! (1983)
- Karnov (1987)
- Where Time Stood Still (1987)
- Designasaurus (1988)
- Vixen (1988)
- Cavemania (1990)
- Dino Wars (1990)
- A Prehistoric Tale (1990)
- Trog (1990)
- Worlds of Ultima: The Savage Empire (1990)
- Chuck Rock (1991)
- Prehistorik (1991)
- Dino Rex (1992)
- Dyna Brothers (1992)
- Stone Age (1992)
- Dinopark Tycoon (1993)
- Videogiochi di Jurassic Park (dal 1993)
- Cadillacs and Dinosaurs (1993)
- Gon (1994)
- Primal Rage (1994)
- Dinotopia (1995)
- Lost Eden (1995)
- Jurassic War (1997)
- Turok: Dinosaur Hunter (1997)
- Nanosaur (1999)
- Carnivores (1999)
- Dino Crisis (1999)
- Disney's Dinosaur (2000)
- Dinosaur'us (2001)
- Dino Island (2002)
- Dino Stalker (2002)
- Dinosaur World (2002)
- Star Fox Adventures (2002)
- Jurassic Park: Operation Genesis (2003)
- Caveman Zac (2004)
- Dino and Aliens (2004)
- Zoo Tycoon 2 (2004)
- Peter Jackson's King Kong: The Official Game of the Movie (2005)
- Paraworld (2006)
- Dinosaur King (2007)
- Sea Monsters: A Prehistoric Adventure (2007)
- Tomb Raider: Anniversary (2007)
- Combattimento fra giganti: Dinosauri (2008)
- Dino Run (2008)
- Turok (2008)
- Jurassic: The Hunted (2009)
- L'era glaciale 3 - L'alba dei dinosauri (2009)
- Combattimento fra giganti - Scontri fra dinosauri (2010)
- Dino D-Day (2011)
- Dinosaur Zoo (2011)
- Combattimento fra giganti: Dinosauri 3D (2011)
- Primal Carnage (2012)
- Ark: Survival Evolved (2015)
- The Isle (2015)
- Saurian (2017)
- Jurassic World Evolution (2018)
- Jurassic World Evolution 2 (2021)
- Prehistoric Kingdom (2022)

## Marche, giocattoli e modellini
- Mattel
- Pleo
- Little Ino
- D-Rex
- Roboraptor
- Bullyland
- Schleich
- Collecta
- Safari Ltd
- Procon
- Papo
- LEGO[1]
- PNSO
- British Museum Invicta
- Geoworld
- Animal Planet
- Paleomaster
- 4M
- Dig it Out
- Playmobil
- Dinofroz
- Eofauna
- Gr Toys
- Nanmu
- Rebor
- Vitae

## Parchi a tema

### Australia
- Palmersaurus a Yaroomba

### Austria
- Styrassic Park a Bad Gleichenberg
- Triassic Park a Waidring, in Tirolo
- World of Dinosaurs a Perchtoldsdorf

### Canada
- Calgary Zoo a Calgary, in Alberta
- Royal Tyrrell Museum of Palaeontology a Drumheller, in Alberta
- Prehistoric World a Morrisburg, in Ontario
- Dinosaurs Alive! a Vaughan, in Ontario

### Croazia
- Dino Park a Fontane

### Cuba
- Valle de la Prehistoria a Santiago de Cuba

### Francia
- Dino-Zoo du Doubs a Charbonnières-les-Sapins
- Parc Préhistorique de Bretagne a Malansac
- Musée parc des dinosaures a Mèze
- PréhistoDino Parc a Lacave en Quercy

### Germania
- Dinosaur Park a Rehburg-Loccum
- Dinosaur Park a Bautzen
- Gondwana - Das Praehistorium a Schiffweiler
- Dinosaur Land a Rügen
- Traumlandpark a Bottrop-Kirchhellen, poi incorporato nel Bavaria Filmpark come DinoPark
- Germendorf Wildlife Park a Germendorf
- Dinosaurier Museum Altmühltal a Denkendorf

### Grecia
- Dinosauria Park ad Heraklion

### Italia
- Parco della Preistoria a Rivolta d'Adda
- Parco della Preistoria Lost World presso Atlantis Parco Acquatico a San Secondo di Pinerolo
- Parco Preistorico a Peccioli
- Dino Park a San Lorenzello
- Parco Il Mondo della Preistoria a Simbario
- Parco dei Dinosauri a Castellana Grotte
- Parco delle Grotte di Famosa e la Grotta dei Dinosauri a Massafra
- Parco della Preistoria presso Etnaland a Belpasso
- Extinction Park presso Parco Natura Viva a Bussolengo
- Parco dinosauri presso Safari Park a Pombia
- World of Dinosaurs a San Piero a Sieve
- Movieland a Lazise
- Zoomarine a Torvaianica
- Oltremare a Riccione
- Cinecittà World a Castel Romano
- Aquarium Mondo Marino a Massa Marittima

### Paesi Bassi
- DierenPark Amersfoort ad Amersfoort

### Polonia
- Bałtów Jurassic Park ad Ostrowiec County
- Dinozatorland a Zator
- JuraPark a Krasiejów

### Regno Unito
- Crystal Palace a Londra
- Combe Martin Wildlife and Dinosaur park a North Devon
- Dinosaur Adventure Park a Lenwade
- Teessaurus Park a Middlesbrough

### Repubblica Ceca
- DinoPark Pilsen a Plzeň

### Repubblica Slovacca
- DinoPark Zoo Bratislava a Bratislava
- DinoPark Zoo Košice a Košice
- Dino Adventure Park a Terchová
- Dino Adventure Park a Bojnice

### Spagna
- Dinopark a Playa de Palma

### Stati Uniti
- Dinosaur World a Beaver, Arkansas
- Cabazon Dinosaurs a Cabazon, California
- Dinosaur State Park and Arboretum a Rocky Hill, Connecticut
- The Dinosaur Place at Nature's Art Village a Montville, Connecticut
- Dinosaur World a Plant City, Florida
- Bongoland a Port Orange, Florida
- Jurassic Park Island presso gli Universal Studios ad Orlando, Florida
- DinoLand U.S.A. presso il Disney's Animal Kingdom Park, ad Orlando, Florida
- Dinosaur World, Cave City, Kentucky
- Dinosaur Gardens Prehistorical Zoo ad Ossineke, Michigan
- Dinosaur Playground nel Riverside Park di Manhattan, New York
- Dinosaurs Alive nel Cedar Point Amusement Park di Sandusky, Ohio
- Prehistoric Gardens a Port Orford, Oregon
- Dinosaur Park a Rapid City, Dakota del Sud
- Dinosaur Park a Cedar Creek, Texas
- Dinosaur Park a Ogden, Utah
- Dinosaur Land a Double Tollgate, Virginia
- Hisey Park a Granger, Washington

### Svizzera
- Saurierpark in Réclère a Réclère

### Thailandia
- Si Wiang Dinosaur Park a Phu Wiang

## Specie più note

### Albertosaurus
Grazie all'abbondanza dei suoi resti fossili, Albertosaurus è un dinosauro di un certo rilievo nell'ambito della paleontologia, e pertanto ha avuto alcune apparizioni in diversi media riguardanti i dinosauri. Un esemplare privo di una mano appare come dinosauro antagonista nella serie TV canadese Primeval: New World. Appare, inoltre, in cartoni come Alla ricerca della Valle Incantata 8 - Avventura tra i ghiacci e nell'anime Dinosaur King.
All'interno dei documentari, Albertosaurus fa la sua comparsa nell'episodio Il coccodrillo gigante del documentario Prehistoric Park, dove viene mostrato come un contemporaneo di Deinosuchus. Tuttavia, la rappresentazione della fauna dei dinosauri dell'episodio fu fortemente influenzata dalla Formazione Kaiparowits, nello Utah meridionale, un'altra località Campaniana. I resti di tyrannosauro provenienti da questa formazione erano conosciuti all'epoca, e furono provvisoriamente considerati appartenenti ad Albertosaurus, ma in seguito furono descritti come appartenenti a Teratophoneus; Appare inoltre nel documentario Jurassic Fight Club, nell'episodio Il Fiume della Morte, dove una coppia cerca di attaccare un branco di Pachyrhinosaurus; Appare infine nel film documentario La marcia dei dinosauri, dove viene ricostruito come un cacciatore gregario e ricoperto di piume.
Nonostante non abbia mai fato un'apparizione ufficiale all'interno del franchise Jurassic Park, Albertosaurus è apparso in molti dei videogiochi della saga, come Jurassic Park: Operation Genesis, Jurassic Park: Builder, Jurassic World: The game, Jurassic World Evolution, Jurassic World Evolution 2 e in Jurassic World Alive.

### Allosaurus
Prima della scoperta del Tyrannosaurus, l'Allosaurus era uno dei dinosauri più famosi per il grande pubblico, grazie soprattutto alla grande quantità di scheletri ritrovati, rappresentando la quintessenza del dinosauro carnivoro di grandi dimensioni, nella cultura popolare occidentale. Si tratta di un dinosauro comune nei musei americani, dovuto in particolare agli scavi presso il Dinosaur Quarry Cleveland-Lloyd; Nel 1976, a seguito di operazioni di cooperazione, L'Allosaurus è anche il fossile dello Stato dello Utah.
L'Allosaurus è stato descritto nella cultura popolare sin dai primi anni del XX secolo. L'Allosaurus era il predatore dominante nel romanzo di Arthur Conan Doyle (1912), Il mondo perduto e nel suo adattamento cinematografico del 1925, il primo lungometraggio in stop-motion che ritraeva i dinosauri. L'Allosaurus è stato utilizzato come dinosauro protagonista nei film La valle dei disperati (1956), e La vendetta di Gwangi (1969), i primi film che combinarono i dinosauri con il western. Ne La vendetta di Gwangi, Gwangi è presentato come un Allosaurus, anche se Ray Harryhausen ha basato il suo modello per la creatura sulla rappresentazione del Tyrannosaurus, de Il mondo perduto. Harryhausen a volte confondeva i due, dichiarando in un'intervista DVD "Sono entrambi mangiatori di carne, sono entrambi tiranni... uno era solo un po' più grande rispetto all'altro."
Nel ventunesimo secolo, l'Allosaurus è apparso come protagonista nel secondo episodio nel documentario della BBC Nel mondo dei Dinosauri e nel suo spin-off La ballata di Big Al, documentario che speculava sulla possibile vita condotta dall'esemplare "Big Al", sulla base di prove scientifiche e delle numerose lesioni e patologie del suo scheletro. L'Allosaurus è protagonista anche nel secondo episodio del documentario di Discovery Channel Il regno dei Dinosauri. La sua rappresentazione in questa serie è stata basata su un campione con la mandibola frantumata scoperta dal paleontologo Thomas Holtz.

### Ankylosaurus

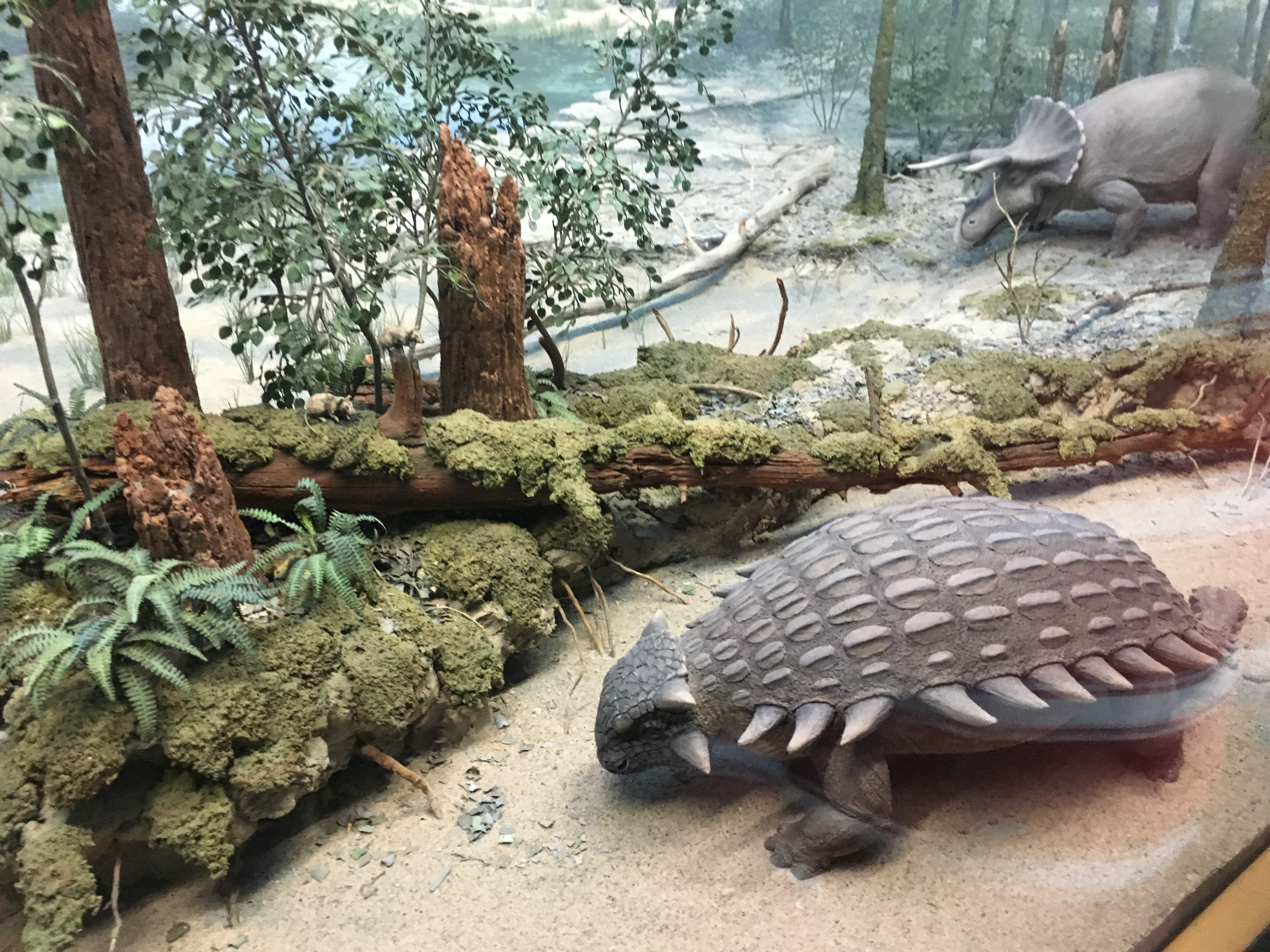
Replica del modello di Ankylosaurus della Fiera Mondiale del 1964 (oggi obsoleta ed inaccurata per via della coda strisciante e le punte sui fianchi), al Royal Alberta Museum

Nel 2004, Carpenter notò come Ankylosaurus era divenuto il membro archetipico del suo gruppo e l'ankylosauro più conosciuto dal grande pubblico, forse anche grazie ad una sua ricostruzione a grandezza naturale presentata alla Fiera Mondiale di New York del 1964. Nel 2017, Arbor e Mallon definirono Ankylosaurus come un dinosauro "iconico" e notarono come la scultura dell'Esposizione Universale, così come il murale dell'artista americano Rudolph Zallinger del 1947, The Age of Reptiles, e altre rappresentazioni popolari successive, mostravano Ankylosaurus insieme ad altri dinosauri popolari rendendolo uno tra i generi più conosciuti con il suo aspetto da del "carro armato vivente". Molte raffigurazioni popolari tradizionali mostrano Ankylosaurus con una postura accovacciata e con un'enorme mazza caudale trascinata sul terreno. Le ricostruzioni moderne mostrano l'animale con una postura degli arti più eretta e con la coda sollevata da terra. Allo stesso modo, le grandi spine che sporgono lateralmente dal corpo (simili a quelle degli anchilosauri nodosauridi) presenti in molte raffigurazioni d'epoca, non sono in realtà mai state ritrovate in nessuno degli esemplari di Ankylosaurus. L'armatura di Ankylosaurus è stata spesso confusa con quella di Edmontonia (precedentemente denominato Palaeoscincus); oltre ad Ankylosaurus raffigurato con spine laterali, Edmontonia è stato a lungo raffigurato con una mazza caudale simile a quella di Ankylosaurus (una caratteristica assente nei nodosauridi), incluso in un murale dell'artista americano Charles R. Knight, del 1930.
L'animale fa parte del franchise di Jurassic Park, apparendo per la prima volta in un piccolo cameo in Jurassic Park III (2001), per poi divenire una presenza più ricorrente all'interno della trilogia di Jurassic World, dove però viene rappresentato con un design piuttosto inaccurato, presentando una corazza a fasce come quella di un armadillo, spine lungo i fianchi, dimensioni esagerate, zampe allungate e cranio e mazza caudale di una forma completamente diversa, oltre alla capacità di correre a grandi velocità, abilità e scelte di design che sono state piuttosto criticate dai paleontologi. Ankylosaurus appare con questo design in Jurassic World (2015), Jurassic World - Il regno distrutto (2018), Jurassic World - Il dominio (2022) e Jurassic World - Nuove Avventure dove un giovane esemplare dal carapace azzurro e con un corno asimmetrico soprannominato Bumpy è uno dei protagonisti. Il motivo per cui l'animale è uno dei dinosauri erbivori più di spicco del franchise è in parte dovuto al fatto che il regista Colin Trevorrow ha rivelato in alcune interviste che Ankylosaurus è uno dei suoi dinosauri preferiti.
L'animale appare anche in documentari sulla vita preistorica, spesso ritratto come avversario del Tyrannosaurus, come nel documentario della BBC Nel mondo dei dinosauri (1999), Il regno dei Dinosauri (2011), Jurassic War (2009) e Il pianeta dei dinosauri (1993).

### Apatosaurus
L'Apatosaurus (talvolta confuso o erroneamente nominato Brontosaurus) è uno dei sauropodi più famosi insieme al Brachiosaurus, Camarasaurus e al Diplodocus.
Piedino, il protagonista della longeva saga d'animazione Alla ricerca della Valle Incantata, è un cucciolo di Apatosauro.

### Archaeopteryx
Prima che tra gli anni '90 e i 2000 venisse confermata la teoria che i dinosauri possedevano un piumaggio, l'Archaeopteryx rappresentava per tutti l'immagine del dinosauro piumato per eccellenza, soprannominato "il più antico uccello preistorico", visto che pareva essere l'unico munitone. Con la teoria che tutti dinosauri possedevano un piumaggio l'Archaeopteryx si è poco diversificato e l'attenzione per "il dinosauri piumato per eccellenza" è passata all'assai noto Velociraptor. Un asteroide della fascia principale, scoperto nel 1991 e classificato 9860 Archaeopteryx, è stato chiamato così in onore dell'animale.

### Baryonyx
Il Baryonyx è dagli anni 2000 uno dei dinosauri più noti e più riconoscibili al grande pubblico.
La prima apparizione del Baryonyx in ambito cinematografico è stata nel film L'era glaciale 3 - L'alba dei dinosauri (2009), in cui appare un esemplare albino soprannominato Rudy che è l’antagonista principale, tuttavia era nettamente differente a quello paleontologico.

### Brachiosaurus

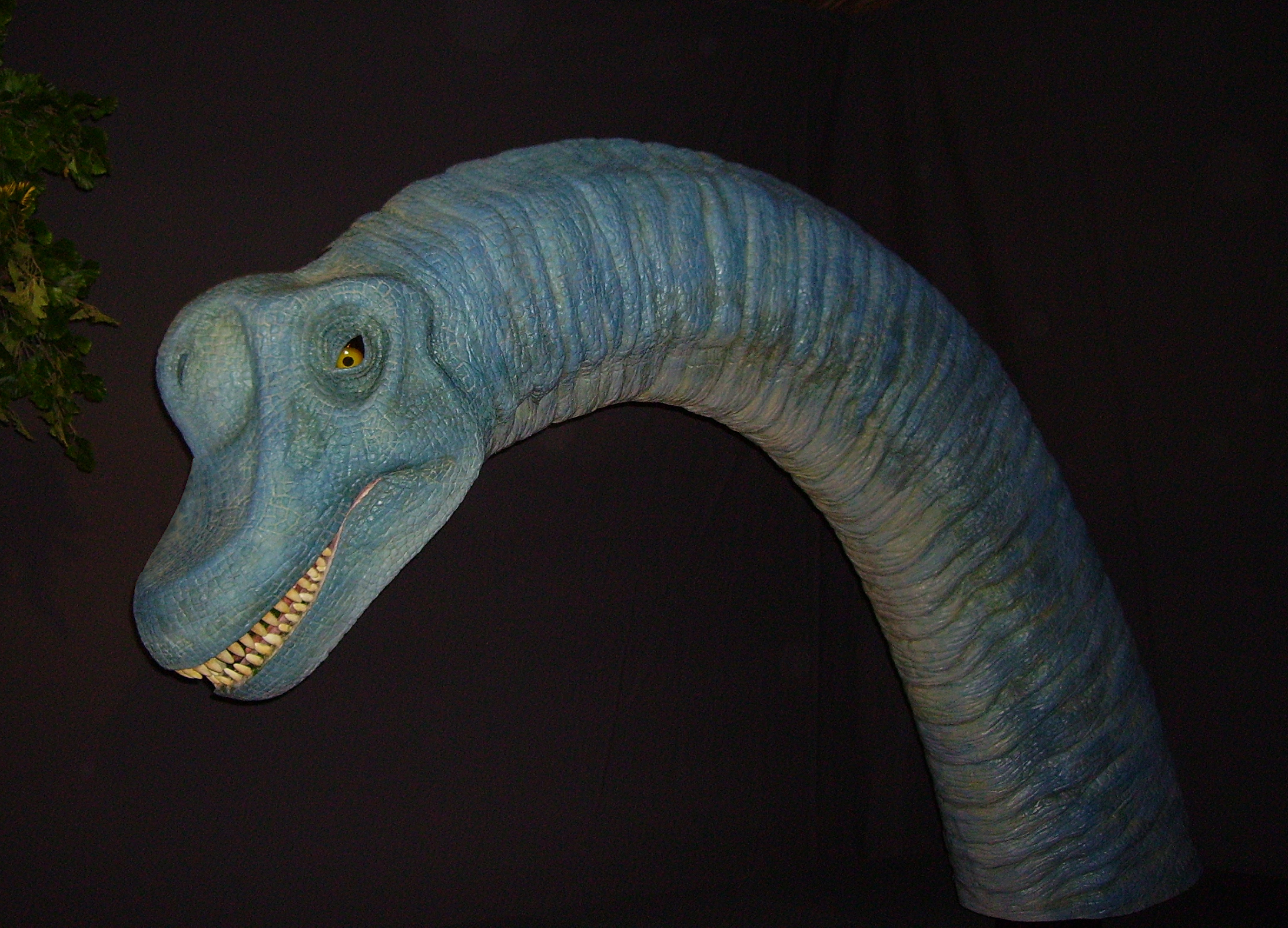
Ricostruzione di testa e collo di Brachiosaurus. Un tempo si pensava che le narici dell'animale si trovassero sulla fronte, ma oggi sappiamo che in realtà erano posizionate sulla punta del muso come in tutti i sauropodi

Brachiosaurus è uno dei dinosauri più iconici, ma le rappresentazioni più popolari di questo animale si basano sulla specie africana B. brancai, che da allora è stata spostata nel proprio genere, Giraffatitan. Sebbene Giraffatitan sia considerato un genere a sé stante, siccome i fossili nordamericani sono piuttosto rari e frammentari, la maggior parte delle ricostruzioni e delle rappresentazioni nei media di Brachiosaurus si basano in realtà sui più abbondanti resti africani. Ciò significa che i Brachiosaurus apparsi in media come Jurassic Park (1993) e Nel mondo dei dinosauri (1999) e nella maggior parte delle rappresentazioni più famose di questo animale, sarebbero in realtà dei Giraffatitan. Queste rappresentazioni, inoltre, spesso perpetrano certi errori anatomici ormai screditati dagli scienziati, come le narici poste sulla sommità del cranio e un numero sbagliato di artigli per ogni piede.
Fin dalla sua comparsa in Jurassic Park (1993), come il primo dinosauro completamente interpretato tramite CGI, il Brachiosaurus è considerato uno dei dinosauri più iconici della saga. Questi effetti vennero considerati rivoluzionari all'epoca e la risposta del pubblico rispecchia la soggezione dei personaggi del film nel vedere il dinosauro per la prima volta. I movimenti del Brachiosaurus del film sono basati sull'andatura di una giraffa combinata con la massa di un elefante. Una scena successiva nel film utilizza una testa e un collo animatronici, per quando un Brachiosaurus interagisce con personaggi umani. L'animale è successivamente apparso in altri media della serie Jurassic Park. Il brachiosauro è anche il punto di partenza per il modello dell'animale alieno Ronto nell'edizione speciale del 1997 del film Star Wars: Episodio IV - Una nuova speranza.
Un asteroide della fascia principale è stato chiamato 9954 Brachiosaurus in onore del genere, nel 1991.

### Brontosaurus

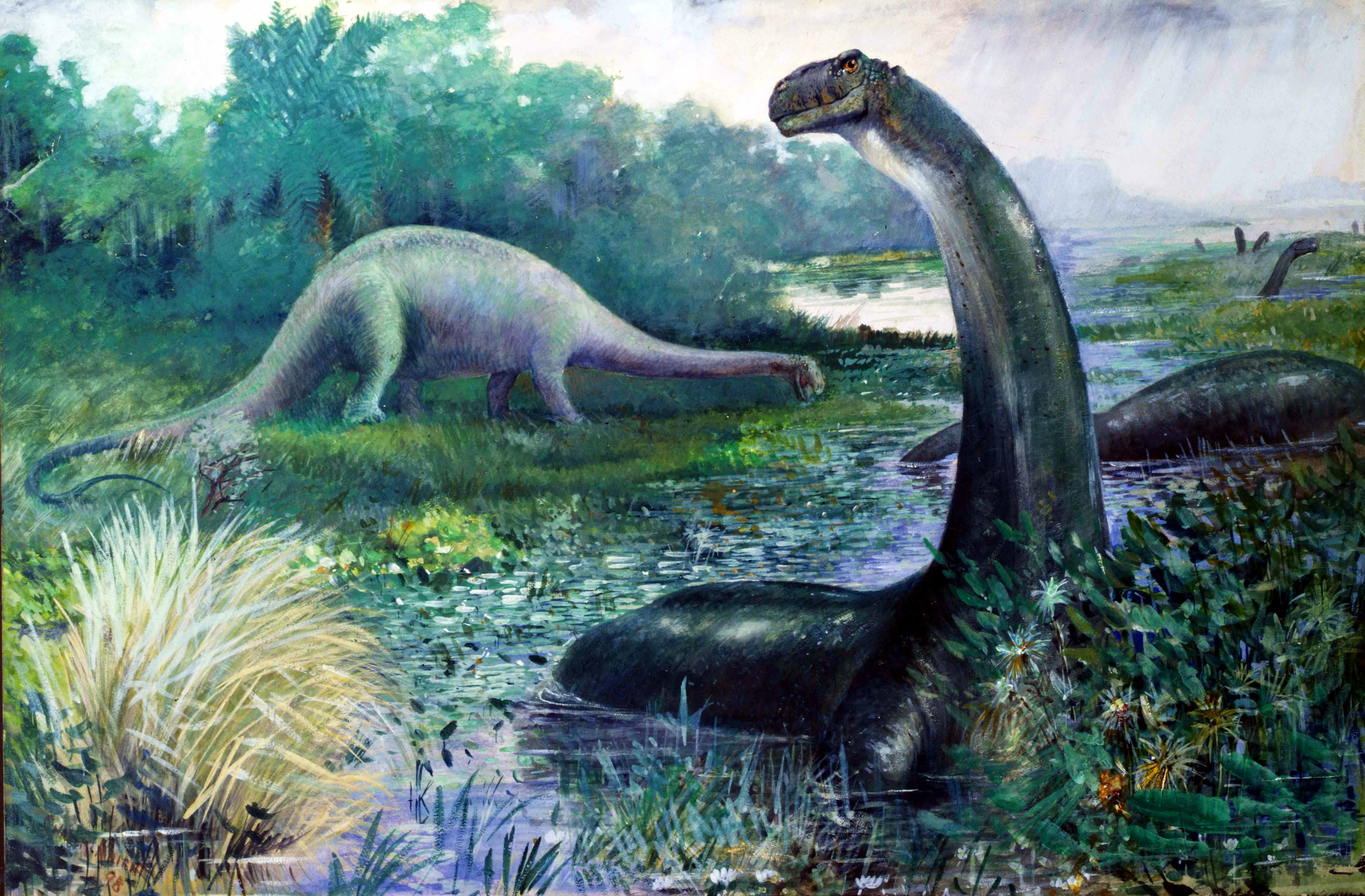
Obsoleta ricostruzione del 1897, di Charles R. Knight di un Brontosaurus con stile di vita acquatico, e un Diplodocus che trascina la coda

Nel lasso di tempo che impiegò Riggs fino al 1903, per classificare Brontosaurus come sinonimo di Apatosaurus ed esporre al pubblico tale scoperta, ha permesso invece ad Osborn di far diventare il Brontosaurus uno dei dinosauri più famosi al mondo, e nonostante in paleontologia il genere non esistesse la popolazione mondiale era ormai abituata al termine Brontosaurus e cominciò ad usarlo anche per indicare qualunque dinosauro dal collo lungo. Infatti, il nome "brontosauro" appare spesso anche come sinonimo di dinosauro stesso. Fu così che il celebre Brontosaurus venne raffigurato in vari film, a cominciare da quello di Winsor McCay Gertie the Dinosaur nel 1914, uno dei primi film d'animazione. McCay basò il suo dinosauro animato sullo scheletro di apatosaurine del American Museum of Natural History. Il film muto del 1925 The Lost World fu caratterizzato proprio da battaglia tra un Brontosaurus e un Allosaurus, utilizzando degli effetti speciali di Willis O'Brien. Il Brontosaurus fu anche il protagonista del film per bambini del 1985, Baby: il segreto della leggenda perduta. Questi e altri usi dell'animale come principale rappresentante del gruppo, ha contribuito a far sì che il Brontosaurus diventasse lo stereotipo del dinosauro per eccellenza gareggiando in fama persino col famoso Tyrannosaurus rex.
Il Brontosaurus venne addirittura utilizzato come mascotte dalla Sinclair Oil Corporation, che ha appunto come simbolo un brontosauro verde, il cui logo viene sfoggiato per le strade americane. All'inizio la pubblicità della Sinclair comprendeva una serie di diversi dinosauri, alla fine solo Brontosauro fu utilizzato per rappresentare la compagnia, grazie al suo fascino popolare.
Nel 1989, la società paleontologica fece causa alla US Postal Service, che aveva sollevato polemiche per aver pubblicato dei francobolli raffiguranti dei "dinosauri": un Tyrannosaurus, uno Stegosaurus, uno Pteranodon e un Brontosaurus. L'uso del termine Brontosaurus al posto di Apatosaurus portò la società paleontologica a denunciare il servizio postale per "diffamazione scientifica". Il servizio postale si difese affermando di aver scelto il nome Brontosauro poiché più famoso e più familiare al pubblico. La casa postale inoltre si difese affermando che le accuse erano poco coerenti e che il termine "dinosauro" era stato usato genericamente, in quanto per dinosauro era stato spacciato anche lo Pteranodon (che è uno pterosauro). Su tale argomento il paleontologo Stephen Jay Gould scrisse un libro chiamato Bully for Brontosaurus. Nonostante ciò la gente continuerà erroneamente ad utilizzare il nome Brontosauro per indicare genericamente i sauropodi e i dinosauri in generale.
Vista l'affezione dei fan dei dinosauri per il nome Brontosauro, sono molte le denunce dei paleontologi che vengono respinte anche dagli appassionati di dinosauri stessi che non vogliono veder scomparire il nome che tanto rappresenta il dinosauro. Non è inaspettato, quindi, che lo studio di Tschopp, che ha apparentemente "rivendicato" l'uso popolare del nome, abbia generato un numero molto elevato di risposte negative, dal personale notizie, e blog personali sulla natura (correlate e non). Tuttavia il ritorno del genere Brontosaurus come genere e specie a sé stante sembra aver finalmente placato gli animi degli oppositori, anche se la maggior parte delle persone continua ad usare il termine Brontosauro per indicare un gigantesco dinosauro dal collo lungo e la testa massiccia con zampe di elefante e una lunga coda strisciante.

### Camarasaurus

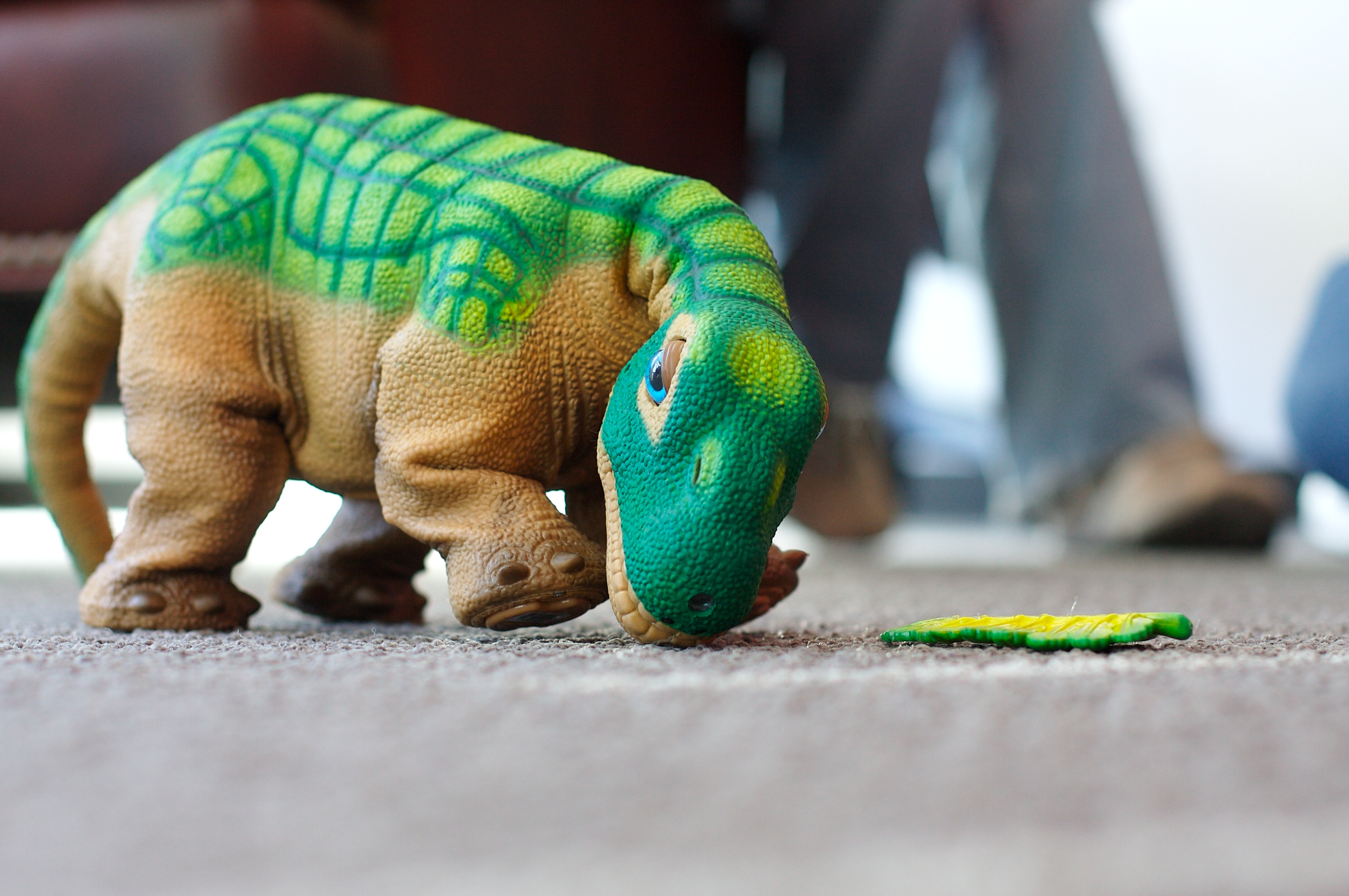
Pleo

La UGOBE ha costruito un piccolo dinosauro robot di nome Pleo che ha le sembianze di un cucciolo di Camarasaurus e che è capace, grazie ad un complesso sistema operativo e a vari sensori, di percepire ed esprimere emozioni.

### Carcharodontosaurus
Il Carcharodontosaurus è conosciuto al pubblico come uno dei Dinosauri più grandi mai vissuti, insieme al Tyrannosaurus Rex, Giganotosaurus e Spinosaurus. Alcune volte viene tuttavia confuso con il Giganotosaurus per via della “parentela” che questi due animali hanno.

### Carnotaurus
Sebbene sia stato scoperto negli anni ‘80, il Carnotaurus è diventato particolarmente famoso solo verso la fine degli anni ‘90. Appare per la prima volta nel romanzo Il mondo perduto di Michael Crichton, che differentemente dal Carnotaurus sastrei, aveva la capacitià di combiare il manto del proprio corpo per mimetizzarsi (come i Camaleonti). Nell’adattamento cinematografico di Il mondo perduto di Steven Spielberg non è mai apparso un Carnotauro e nel franchise di Jurassic Park i Carnotauri non possiedono questa facoltà.
La prima apparizione del Carnotaurus in ambito cinematografico (nonché la più famosa al mondo che gli ha permesso la fama attuale) è stata nel classico Disney Dinosauri (2000) dove gli antagonisti principali sono due Carnotauri. In questo film il loro aspetto è tuttavia ben diverso rispetto a quelli reali.

### Ceratosaurus
Grazie al suo piccolo corno posto sul muso (diventato per tutti il suo tratto distintivo) il Ceratosaurus ha acquistato una certa popolarità tra gli appassionati di dinosauri carnivori.
Tra le sue prime apparizioni si può ricordare quella nel film Un milione di anni fa, dove è coinvolto in una battaglia anacronistica con un Triceratops, e quella nel segmento La sagra della primavera nel film Fantasia.

### Compsognathus
Il Compsognathus si è in breve fatto una fama nel mondo dei dinosauri, grazie al titolo di "dinosauro più piccolo", e ancora oggi sebbene questo primato sia stato sorpassato da dinosauri ancora più piccoli, i libri di dinosauri dei bambini lo caratterizzano comunemente come il dinosauro più piccolo. Per via della taglia ridotta, l'anatomia simili e il nome simile, un altro dinosauro di piccole dimensioni, il Procompsognathus, è spesso confuso con Compsognathus. Per lungo tempo il Compsognathus fu l'unico dinosauro di piccole dimensioni ad essere studiato nel dettaglio, al contrario di altri piccoli dinosauri scoperti e descritti un secolo o più in seguito.
Il Compsognathus appare nei film Il mondo perduto - Jurassic Park (1997), Jurassic Park III (2001) e Jurassic World - Il regno distrutto (2018). Ne Il mondo perduto: Jurassic Park, uno dei personaggi identifica erroneamente la specie come "Compsognathus triassicus", combinando il nome del genere di Compsognathus longipes, con il nome specifico di Procompsognathus triassicus, un piccolo dinosauro carnivoro che apparso nei romanzi Jurassic Park, di Michael Crichton.

### Deinonychus
I "Velociraptor" di Jurassic Park e del film omonimo furono modellati su Deinonychus, che a quel tempo era stato temporaneamente rinominato Velociraptor antirrhopus da Gregory Scott Paul. Sia nel romanzo che nel film, i resti di "Velociraptor" vengono trovati in Montana, dove viveva Deinonychus. Il vero Velociraptor infatti viveva nell'Asia centrale. Nel film, la taglia e la forma del muso sono molto più caratteristici di Deinonychus che del Velociraptor vero.

### Dilophosaurus
Nel film Jurassic Park il Dilophosaurus viene raffigurato con un collare membranoso come un clamidosauro e ha la capacità di sputare veleno, entrambi invenzioni cinematografiche senza alcuna prova o indizio paleontologico. Questa peculiarità è stata riconosciuta dallo scrittore Crichton, come licenza creativa.

### Edmontosaurus
Grazie all'enorme abbondanza di fossili ritrovati, l'Edmontosaurus è uno dei dinosauri meglio conosciuti dai paleontologi che hanno di conseguenza potuto ricostruire la sua intera ecologia, dal modo in ci si muoveva a quello in cui si alimentava. Per questo è stato protagonista di diversi documentari, serie televisive e speciali sui dinosauri. Le sue prime apparizioni ufficiali avvengono nei documentari Nel mondo dei dinosauri e L'impero dei dinosauri dove però viene erroneamente chiamato Anatotitan o Anatotitano.

### Gallimimus
Il Gallimimus è l'animale di piccola-media stazza con un aspetto e anatomia simile a quella degli struzzi che viene etichettato come "il Dinosauro più veloce al mondo" per via della sua piccola stazza e delle sue lunghe zampe posteriori che gli permettono di correre molto velocemente.

### Giganotosaurus
Sebbene sia una scoperta relativamente recente, il Giganotosaurus è divenuto in poco tempo abbastanza famoso presso il pubblico, per le dimensioni maggiori rispetto a quelle del Tyrannosaurus, venendo quindi spesso etichettato con il titolo del "più grande teropode mai esistito", nonostante ancora oggi lo Spinosaurus sia ancora considerato dalla comunità scientifica come più grande. Tuttavia viene spesso chiamato in maniera errata Gigantosaurus, un dinosauro molto diverso (sauropode) che non è noto alla cultura di massa, ma la confusione avviene per l'assonanza dei due nomi e per la facilità della pronuncia scorretta. Il Giganotosaurus è comparso per ciò in vari media, sia col suo nome corretto che con quello errato.

### Gigantoraptor
A seguito della sua scoperta, Gigantoraptor ha ricevuto una copertura mediatica piuttosto estesa, per via delle su dimensioni eccezionali, apparendo in ben due documentari poco dopo la sua scoperta. Nel documentario della BBC Planet Dinosaur, appare una coppia di Gigantoraptor mentre esegue una danza di corteggiamento nell'episodio Draghi Piumati, per poi apparire nell'ultimo episodio Evoluzione e Sopravvivenza dove un maschio protegge il proprio nido dall'attacco di predatori ed intemperie, per poi venire travolto in una tempesta di sabbia. Nel documentario Il regno dei Dinosauri, un Gigantoraptor maschio, ricostruito con la sacca golare di un tragopano di Temminck, prova a corteggiare una femmina della sua specie tramite un'elaborata danza rituale, per poi venire respinto da quest'ultima.

### Gorgosaurus
Le apparizioni più prominenti di Gorgosaurus sono il suo ruolo di predatore antagonista nel documentario La marcia dei dinosauri (2011) e nel documentario A spasso con i dinosauri (2013), dove un esemplare nominato Gorgon ed il suo branco fungono da antagonisti principali. Tuttavia, in entrambe le apparizioni l'animale si trova nel tempo e nel luogo sbagliato. Difatti, la presenza di Gorgosaurus in Alaska (dove si svolgono entrambi i film-documentari) era basata su resti frammentari tentativamente assegnati all'animale. Tuttavia, nel 2014 questi resti hanno ricevuto un'adeguata descrizione ed un proprio genere e specie, Nanuqsaurus hoglundi. A seguito di ciò, in Prehistoric Planet 3D (2014), una versione abbreviata, e senza dialoghi del film del A spasso con i dinosauri, il Gorgosaurus del film originale viene indicato come Nanuqsaurus, anche se l'aspetto e il comportamento rimangono invariati dal film originale. Tale cambiamento è stato apportato per rendere la fauna del film più accurata.

### Iguanodon

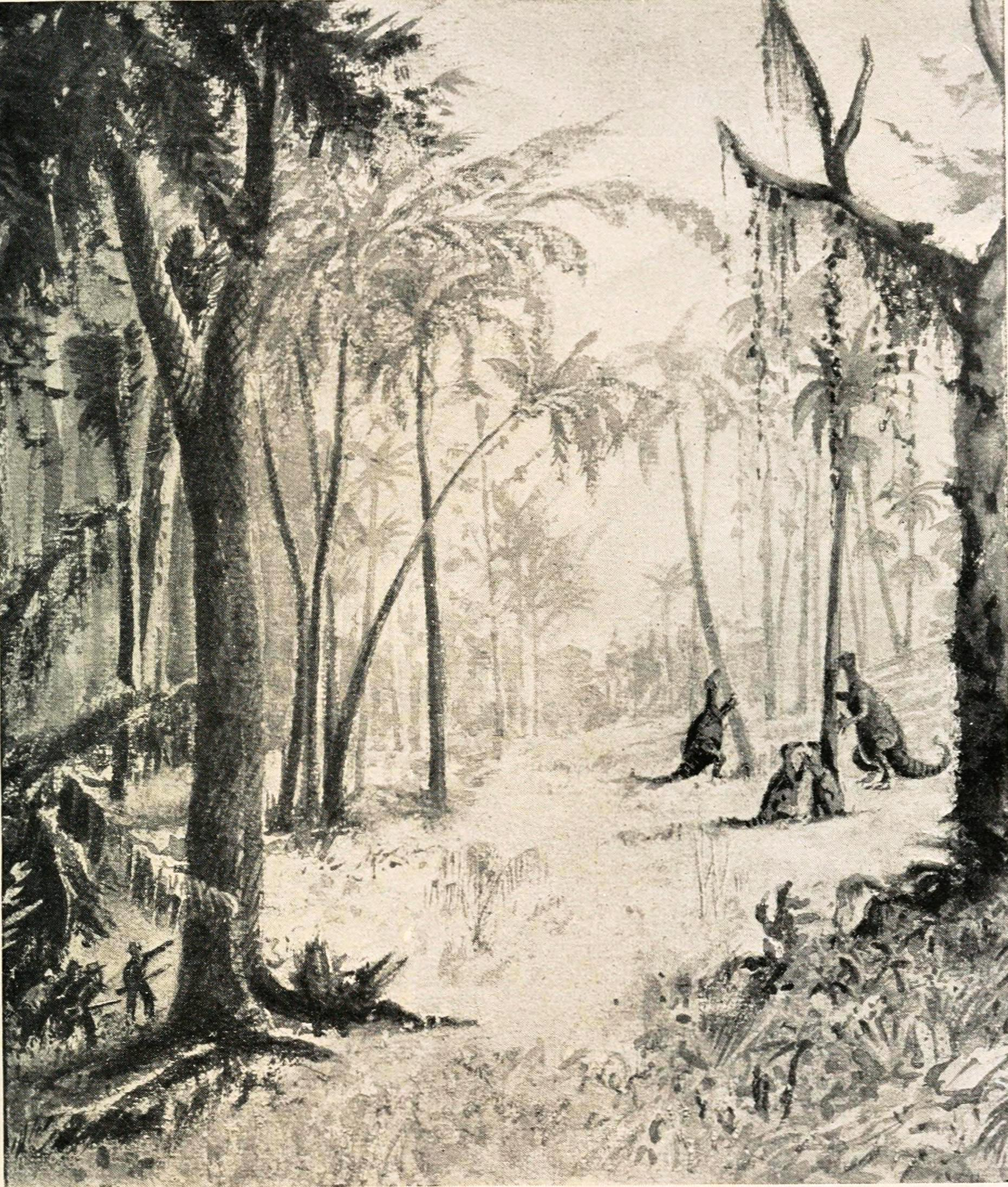
Un'illustrazione di un gruppo di Iguanodon, dal romanzo di Arthur Conan Doyle Il mondo perduto (1912)

Sin dalla sua descrizione nel 1825, l'Iguanodon fu uno dei dinosauri più famosi e conosciuti nella cultura popolare di tutto il mondo. Due ricostruzioni a grandezza naturale di Mantellodon (all'epoca considerati Iguanodon) sono tuttora esposti al Crystal Palace di Londra, e fin dal 1852 hanno notevolmente contribuito alla popolarità dell'animale, sebbene si basino sulle prime interpretazioni di Mantell, venendo ritratti come gigantesche lucertole quadrupedi con un corno sul muso, ma questo era fu solo il primo tentativo di ricostruire un animale preistorico. Nel 1910, Heinrich Harder ha ritratto un gruppo di Iguanodon nei suoi dipinti, inserite in libri scientifici tedeschi sugli animali estinti e preistorici noto come "Tiere der Urwelt", basandosi sugli esemplari di Bernissant.
Diversi film hanno caratterizzato l'Iguanodon. Nel film Disney Dinosauri, il protagonista è un Iguanodon di nome Aladar, insieme ad altri tre iguanodonti che fanno da personaggi secondari; al Disney's Animal Kingdom vi è un'attrazione basata sul film in cui lo scopo è riportare l'Iguanodon nel presente. Le prime illustrazioni dell'Iguanodon sono, inoltre, state di ispirazione per la creazione di Godzilla insieme ad altri due dinosauri; gli altri due sono il Tyrannosaurus e lo Stegosaurus.
A parte le sue apparizioni nei film, l'Iguanodon è apparso anche in serie televisive e romanzi. Una delle sue apparizioni più recenti e accurate è nella serie di documentari della BBC Nel mondo dei Dinosauri (1999), e uno dei dinosauri principali nel romanzo di Sir Arthur Conan Doyle Il mondo perduto (1912), così come appare in un episodio del documentario della Discovery Channel Pianeta dei Dinosauri (dove viene erroneamente mostrato correre su tutte e quattro le zampe e vive nel Cretaceo superiore). Inoltre, è presente nel romanzo di Bob Bakker Raptor Red (1995), come una frequente preda degli Utahraptor. Una fascia principale di asteroidi, 1989 CB 3, è stata nominata 9941 Iguanodon in onore del genere.
Essendo uno dei primissimi dinosauri descritti e conosciuti nella storia, l'Iguanodon è spesso usato come barometro per constatare la percezione del pubblico e le conoscenze scientifiche sui dinosauri. Difatti, la sua interpretazione e ricostruzioni sono passate attraverso tre fasi: nell'età vittoriana era visto come una gigantesca e flaccida lucertola quadrupede con un corno sul muso, per poi nel XX secolo rivelarsi come un animale bipede, ma ancora fondamentalmente rettile che strisciava con la coda al suolo, cambiando leggermente nel corso del 1960 fino ai giorni nostri, venendo rappresentato correttamente come un animale in grado di muoversi sia quadrupede sia bipede.

### Kentrosaurus
Il Kentrosaurus ha avuto una presenza limitata ma significativa nella cultura di massa, comparendo principalmente in videogiochi, opere educative e produzioni museali. Tra le sue apparizioni più famosi quella nel film L'era glaciale 3 - L'alba dei dinosauri (2009), sebbene venga ritratto con un collo straordinariamente lungo e senza le caratteristiche spine laterali, e in alcuni videogiochi come Jurassic Park: Operation Genesis (2003), Ark: Survival Evolved (2017), Jurassic World Evolution (2018) e Jurassic World Evolution 2 (2021).

### Microceratus
Per il suo aspetto caratteristico il Microceratus è un dinosauro piuttosto riconoscibile sebbene non molti sappiano della sua esistenza.
Il Microceratus viene alcune volte erroneamente chiamato Microceratops per via sia di una piccola assonanza tra la parola ceratus e ceratops e sia della abitudine della parola “ceratops” presente all’interno del nome di quasi tutti i ceratopsidi.
In letteratura, la sua apparizione più importante avviene nel romanzo di Michael Crichton Jurassic Park, dove viene descritto come un dinosauro arboricolo. Tuttavia non appare nella trasposizione cinematografica. In alcune versioni viene sostituito con Callovosaurus.

### Oviraptor
L'Oviraptor è uno dei dinosauri più famosi e più riconoscibili, questa sua grande fama è dovuta al suo tipico atteggiamento di cercare il cibo, l'Oviraptor è infatti famoso per rubare le uova ad altri dinosauri e nutrirsi di esse. È inoltre molto conosciuto per il suo tipico aspetto simile a quello di un tacchino, nelle sue rappresentazioni l'Oviraptor viene quasi sempre rappresentato con un folto piumaggio (a parte Dinosauri che usci in un periodo in cui la teoria delle piume nei Dinosauri non era ancora del tutto confermata). L'Oviraptor è apparso per la prima volta in ambito cinematografico all’interno del film Disney Dinosauri (2000) dove è diventato molto famoso.

### Parasaurolophus
Il Parasaurolophus è uno dei dinosauri erbivori più famosi al mondo, e compare in numerosi media tra cui la saga Jurassic Park.
Alcune ricostruzioni di Parasaurolofo sono presenti in diversi parchi tematici a tema preistorico: al Parco Natura Viva di Bussolengo, al parco Il Mondo della Preistoria a Simbario e al Parco dei Dinosauri di Castellana Grotte.

### Pachycephalosaurus
Pachycephalosaurus appare spesso nei libri, nei media televisivi e nei giocattoli per bambini sui dinosauri, sebbene non sia famoso quanto altri dinosauri suoi contemporanei.
La sua apparizione più famosa sta nel franchise di Jurassic Park, in particolare nel romanzo di Michael Crichton Il mondo perduto e nel suo adattamento cinematografico, Il mondo perduto - Jurassic Park (1997), in cui però ha le dimensioni ridotte dell'affine Stegoceras.

### Procompsognathus

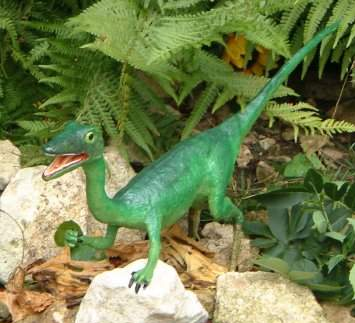
Ricostruzione di Procompsognathus

Per via della taglia ridotta il Procompsognathus è un dinosauro relativamente conosciuto, sebbene venga spesso confuso con Compsognathus, per via delle dimensioni e dell'anatomia simili.
Il Procompsognathus appare nel romanzo Jurassic Park e nel suo sequel Il mondo perduto, di Michael Crichton. Nel romanzo l'animale viene spesso indicato come "compy" dai personaggi. Nel libro inoltre possiede un morso velenoso dagli effetti soporiferi, sebbene non vi sia alcuna prova a sostegno della presenza di veleno in Procompsognathus. Nel romanzo originale di Crichton, John Hammond dopo essere stato spaventato dalla registrazione del ruggito di un Tyrannosaurus, cade da una collina e si rompe una gamba venendo poi circondato da un branco di Procompsognathus che lo avvelenano e lo divorano.

### Spinosaurus
Nonostante la sua massa imponente superiore a qualsiasi altro dinosauro teropode e il suo aspetto bizzarro e maestoso, lo Spinosaurus è un dinosauro pressoché sconosciuto a molti a causa della distruzione del suo olotipo. Lo Spinosaurus è tornato sotto la luce dei riflettori solo recentemente, dopo che nel 2014 nuovi resti fossili sono stati ritrovati ed è stato possibile ricostruire l'animale per intero.
La prima apparizione dello Spinosaurus sul grande schermo fu nel 2001, con Jurassic Park III, come sostituto del Tyrannosaurus nel ruolo di antagonista principale. Il consulente paleontologico del film John R. Horner ha affermato che: "Se la ferocia dell'animale fosse proporzionale alla sua lunghezza, allora lo Spinosaurus sarebbe stato il più grande e pericoloso dinosauro mai vissuto sul nostro pianeta. La mia ipotesi è che il T. rex fosse in realtà principalmente un animale spazzino, mentre lo Spinosaurus era veramente un predatore attivo" inoltre, riguardo alla scelta di preferire lo Spinosaurus al Tyrannosaurus, Horner spiega che: "il T. rex ha avuto il suo momento di gloria ed è l'ora che si faccia da parte per far spazio ad un carnivoro più meritevole".
È protagonista assoluto del documentario del 2014 della National Geographic Bigger than T. rex, dove viene narrata tutta a storia del ritrovamento di Nizar Ibrahim e le nuove scoperte riguardo Spinosaurus.
Oltre ai film, i giocattoli e i libri, Spinosaurus è stato raffigurato su francobolli in Angola, Gambia e Tanzania.

### Stegosaurus
Lo Stegosaurus è uno dei dinosauri erbivori più noti nel franchise di Jurassic Park, nel primo film del 1993 lo stegosauro non appare mai fisicamente, tuttavia mentre Dennis Nedry ruba gli embrioni dei dinosauri, si può intravedere il suo nome (anche se viene erroneamente scritto "Stegasaurus") è apparso per la prima volta fisicamente in Il mondo perduto - Jurassic Park (1997) dove apparve per molto tempo a schermo e ottenne il suo primo grande ruolo. Nel resto dei film e serie televisive del franchise appare per meno tempo con ruoli meno di spicco.
Appare nel film d'animazione Disney del 1940 Fantasia, nel 4º episodio La sagra della primavera. Qui lo si vede intento ad affrontare un Tirannosauro che lo uccide (in realtà i due dinosauri appartenevano a due periodi diversi: lo stegosauro visse nel Giurassico mentre il tirannosauro comparve nel Cretaceo).
In Alla ricerca della Valle Incantata uno dei protagonisti (Spike) è un cucciolo di Stegosauro muto, appaiono inoltre più volte esemplari adulti o altri giovani stegosauri nel corso dei film della serie e nella serie animata.
In I Saurini e i viaggi del meteorite nero uno dei protagonisti (Stego) è un giovane stegosauro pigro e goffo ma che sa molte cose.
Appare in Dinosaur King e Il treno dei dinosauri.

### Styracosaurus
Lo Styracosaurus, grazie al suo aspetto particolarmente vistoso, è uno dei dinosauri cornuti più noti tra i bambini. Non si contano, quindi, i giocattoli ispirati a questo parente del Triceratops.
Nella cinematografia, viene mostrato nei film Il figlio di King Kong (1933), La vendetta di Gwangi (1969), La terra dimenticata dal tempo (1973), soprattutto in Dinosauri (2000) e Il viaggio di Arlo (2015) della Disney.

### Therizinosaurus
Sin dalla sua scoperta, il Therizinosaurus è diventato uno dei dinosauri erbivori più famosi e più iconici, il suo successo è dovuto soprattutto ai suoi peculiari lunghi e affiliati artigli che contrariamente da quello che la cultura di massa dice, venivano utilizzati come “forchetta” per avvicinare il cibo e molto meno per difendersi, secondo la cultura di massa il Therizinosaurus usa i suoi lunghi e affiliati artigli principalmente per il combattimento. Un altro motivo per cui il Therizinosaurus è diventato uno dei dinosauri più famosi è l'enorme inserimento all'interno di moltissimi documenti dedicati ai dinosauri.

### Triceratops

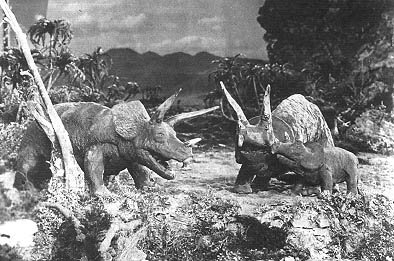
I Triceratops nel film Il mondo perduto

L'aspetto distintivo del Triceratops oltre all'eccezionale numero di ritrovamenti fossili, lo ha reso uno dei dinosauri più famosi al mondo, secondo in fama solo al Tyrannosaurus rex. Sono infatti molte le ricostruzioni di triceratopo nei parchi a tema, nei documentari, nei film e nelle linee di giocattoli per bambini (dove viene però mostrato con errori anatomici evidenti come la presenza di denti nel becco). Inoltre, grazie all'eccezionale numero di ritrovamenti fossili il Triceratops è diventato il fossile ufficiale del Dakota del Sud, e il dinosauro ufficiale del Wyoming.
Un tema ricorrente, soprattutto nei libri e nei documentari di dinosauri, è il titanico scontro tra il Triceratops e il Tyrannosaurus, nella cultura popolare infatti questi due colossi sono spesso considerati nemici per natura e spesso sono raffigurati insieme mentre lottano.

### Troodon
Il Troodon è uno dei dinosauri di piccola stazza più noti al pubblico.
Il troodonte più famoso è il personaggio del Sr. Capotreno nel cartone animato Il treno dei dinosauri.

### Tyrannosaurus

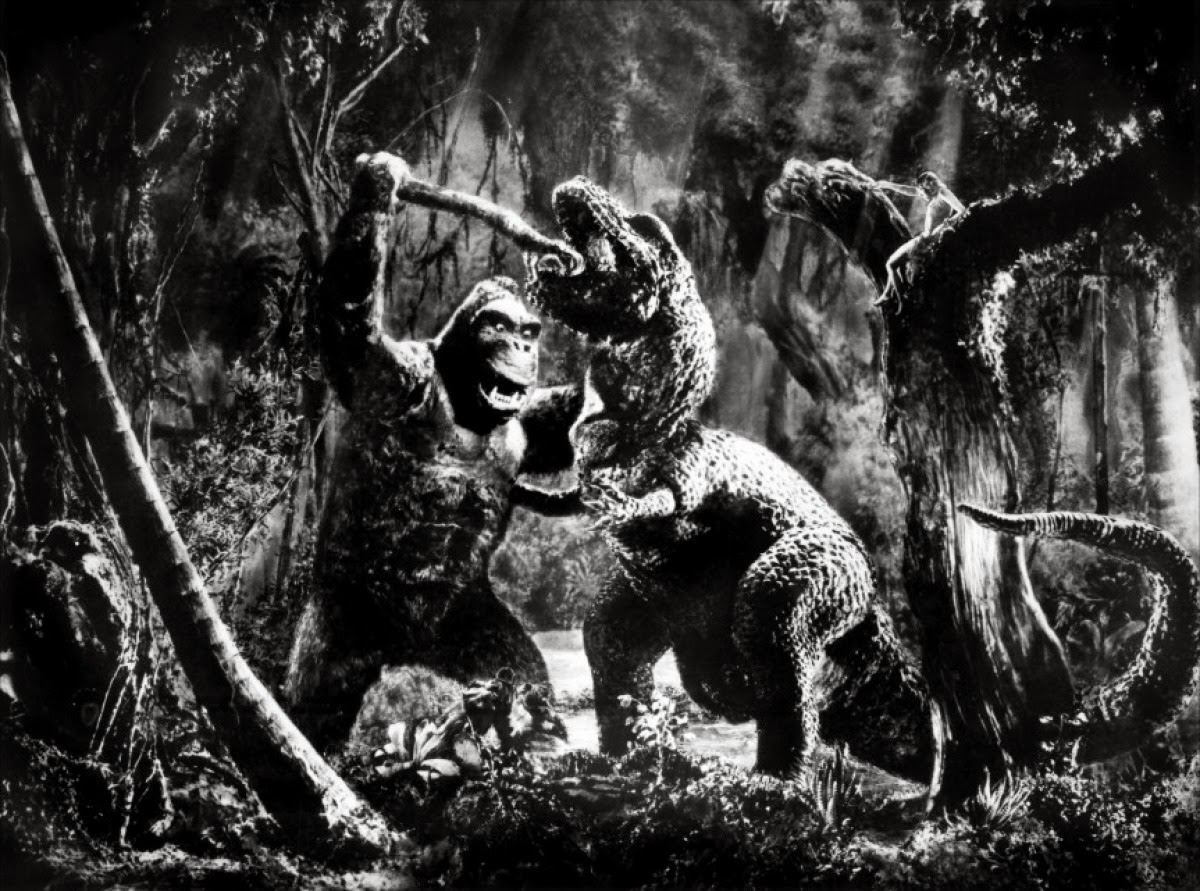
T. rex raffigurato in battaglia con King Kong (1933)

Il tirannosauro è nell'immaginario popolare il carnivoro grande, feroce e inarrestabile per eccellenza ed è forse addirittura il dinosauro più famoso di tutti i tempi, tanto che sin dalla sua scoperta fino ad oggi è definito da molti il Re dei Dinosauri. È inoltre il solo dinosauro di cui il pubblico conosca il nome scientifico completo nonché il sinonimo più celebre di dinosauro.
Il tirannosauro è diventato ben presto l'icona per antonomasia della preistoria e uno degli animali estinti più famosi in tutto il mondo, tanto da apparire o anche essere citato in vari film e serie tv non riguardanti i dinosauri. Tuttavia, nonostante la sua straordinaria e ineguagliata fama, molte sue ricostruzioni presentano svariati errori, come rappresentare questo dinosauro con 3 dita anziché 2 e di dimensioni eccessivamente maggiori o minori, nonché l'errata credenza popolare che il tirannosauro vedesse solo le cose in movimento.

### Utahraptor
Utahraptor rappresenta uno dei dromaeosauri, o raptor, meglio conosciuti e più noti al pubblico per via del suo aspetto caratteristico e per le sue dimensioni.

### Velociraptor
(Andrea Cau (2012))

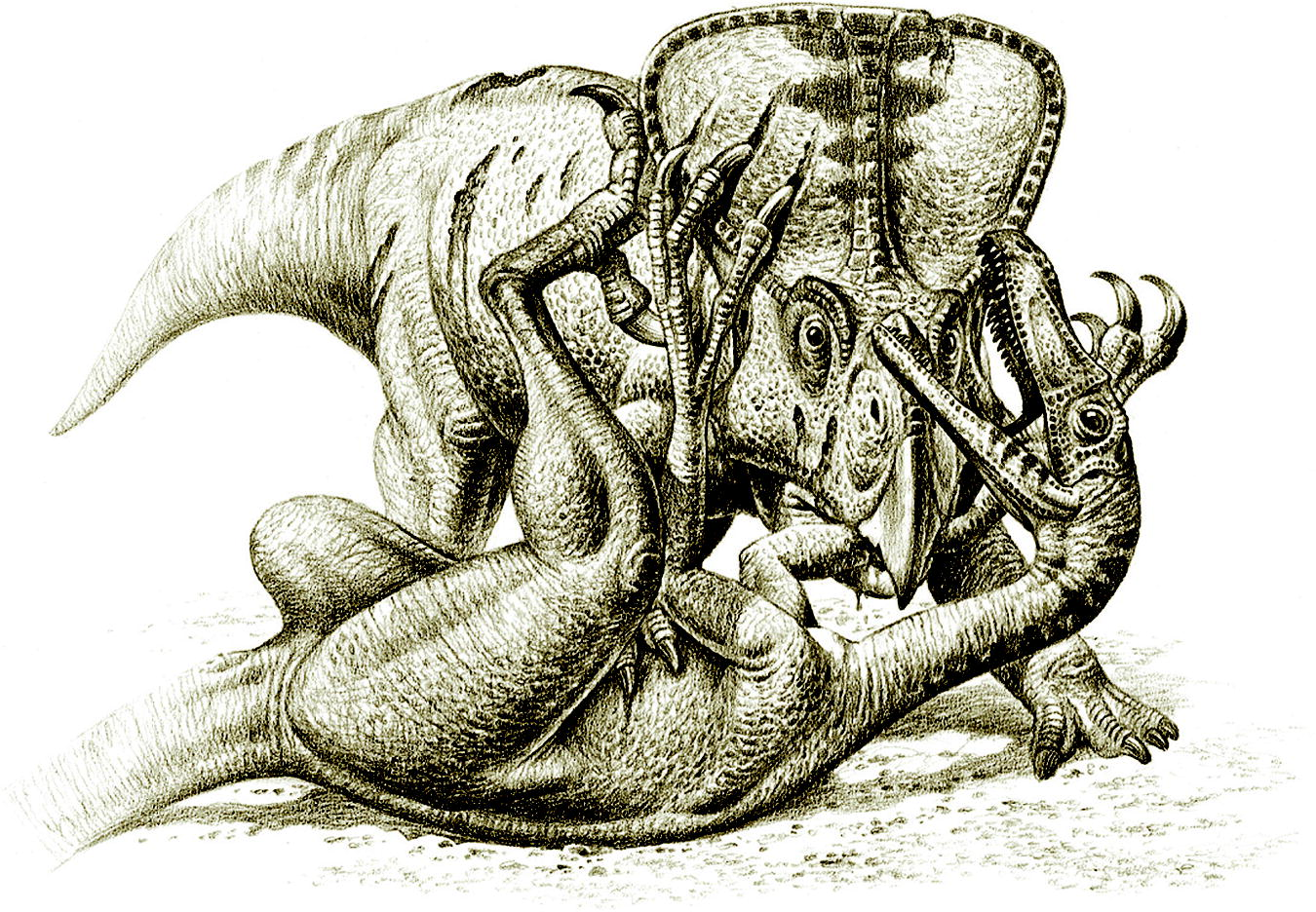
Ricostruzione di Raúl Martín (2003), che mostra un Velociraptor senza piume in lotta con un Protoceratops, nella famosa posa dei "dinosauri combattenti". Diverse creature come Velociraptor, vengono spesso raffigurate in questo modo obsoleto in molte immagini popolari, nonostante le innumerevoli prove della presenza di piumaggio.

Il Velociraptor è stato reso famoso per il suo ruolo nel romanzo del 1990 Jurassic Park e dal film omonimo del 1993. Questi paraviani furono modellati sul dromaeosauride imparentato Deinonychus, che a quel tempo fu rinominato Velociraptor antirrhopus da Gregory Scott Paul. Infatti, i personaggi nel romanzo e nel film scoprono i resti d'un Velociraptor in Montana, che è consistente col raggio geografico di Deinonychus, ma non Velociraptor, che abitava nell'Asia centrale.
Nel film, l'anatomia e la grandezza dei Velociraptor corrisponde a quella di Deinonychus. Siccome la conferma della presenza di piumaggio in Velociraptor fu scoperta dopo la distribuzione di Jurassic Park e il suo primo sequel, nel film i dromaeosauroide sono raffigurati con squame simile a quelli dei rettili moderni. In Jurassic Park III (2001), i maschi della specie sono raffigurati con spine calamose sulla testa e la nuca, malgrado il fatto che una tale struttura non sia compatibile con il piumaggio soffice e ben sviluppato degli uccelli moderni. Altre critiche rivolte ai Velociraptor dei film includono la posizione prona degli arti anteriori (anatomicamente impossibile nell'animale reale), la loro intelligenza elevata (soprattutto nel caso di Blue, il velociraptor di Owen Grady apparsi entrambi per la prima volta in Jurassic World), la loro velocità nella corsa, e il loro comportamento di caccia sociale e cursorio, di cui ci sono poche prove nel Velociraptor propriamente detto.
Nel fumetto della DC Comics Jurassic League, ambientato in un universo parallelo preistorico dove appaiono molti celebri personaggi dell'Universo DC reinterpretati come dinosauri e altri animali preistorici antropomorfi, il supereroe Flash, con il nome di Flashraptor ha le sembianze di un Velociraptor antropomorfo.